# Мохаммад Насірі
Мохаммад Насірі Серешт (31 липня 1945, Тегеран) на прізвисько «Золотий півник Ірану» і «Геркулес Ірану» та ін. — іранський важкоатлет легкої вагової категорії. Олімпійський чемпіон Мехіко, а також володар багатьох інших медалей різних змагань: чемпіонатів Азії, чемпіонатів світу й Олімпійських ігор.
Його вважають найтитулованішим важковаговиком Ірану й Азії. За свою кар'єру встановив 18 світових рекордів. 2000 року Міжнародна федерація важкої атлетики внесла його до списку 10-ти найвидатніших важкоатлетів всіх часів.

## Життєпис
Насірі народився в бідній родині в одному з мікрорайонів південної частини Тегерана під назвою Сабунпазхане. Батьки віддали його в інтернат і через деякий час батько помер. Але мати й сестра підтримували з ним зв'язок особливо після того, як він зажив слави.

## Спогади
Насірі пригадував: «Батька свого не бачив і спогадів про нього не маю, навіть не знаю де розташована його могила. З мамою теж проживав завжди окремо. Часом вона мене навідувала в клубі Кіан. Якось, коли я хотів поїхати на Азійські ігри, моя мати захворіла. За сприяння Федерації її поклали до лікарні. Коли я повернувся з турніру, то мене з аеропорту відразу відвезли до лікарні. Там я обійняв свою матір, поцілував і сказав: дорога матусю, твій син-чемпіон. І показав їй золоту медаль. Мати відповіла: 'що за нісенітниця?! Вони пошили тебе в дурні й дали тобі цей шматок олова. Йди шукай роботу'. Я сказав: 'мама, спатимеш на матраці з грошима'. Звичайно, і я не розбагатів і її мрія не збулась».

## Спортивна кар'єра
Свою кар'єру важкоатлета Насірі почав у клубі Кіан у Тегерані і ще навчаючись у тому клубі завоював собі місце в збірній Ірану з важкої атлетики. Для реєстрації в клубі йому потрібно було заплатити 10 туманів, за якими він звернувся до сестри з матір'ю. Але ті відмовили, оскільки на той час це були великі гроші і вони вважали важку атлетику марною справою. У цій ситуації одна із родичок сім'ї, жінка в чорному на ім'я Азіза, дала йому десять туманів.
У рік ۱۳۸۶ згідно з указом Бахрама Афшарзаде разом з Масудом Касемі його призначено тренером юнацької збірної Ірану з важкої атлетики.

### Медалі
- Бронза — чемпіонат світу (Німеччина 1966)
- Золото — Азійські ігри (Бангкок, Таїланд 1966)
- Золото — Олімпійські ігри (Мехіко 1968)
- Золото — чемпіонат світу (Польща 1969)
- Золото — чемпіонат світу (США 1970)
- Золото — Азійські ігри (Бангкок, Таїланд 1970)
- Бронза — чемпіонат світу (Перу 1971)
- Золото — чемпіонат Азії (Філіппіни 1971)
- Срібло — Олімпійські ігри (Мюнхен 1972)
- Золото — чемпіонат світу (Куба 1973)
- Золото — чемпіонат світу (Філіппіни 1974)
- Золото — Азійські ігри (Тегеран 1974)
- Бронза — Олімпійські ігри (Монреаль 1976)
- Золото — чемпіонат Азії (Багдад 1977)[5]